# Acacia assimilis
Acacia assimilis är en ärtväxtart som beskrevs av Spencer Le Marchant Moore. Acacia assimilis ingår i släktet akacior, och familjen ärtväxter.

## Underarter
Arten delas in i följande underarter:
- A. a. assimilis
- A. a. atroviridis